# Love Is an Open Door
《Love Is an Open Door》(러브 이즈 언 오픈 도어) 또는 《사랑은 열린 문》은 월트 디즈니 애니메이션 스튜디오의 53번째 장편 애니메이션 영화 《겨울왕국》(2013년)을 위해 크리스틴 앤더슨로페즈, 로버트 로페즈가 쓴 노래이다. 크리스틴 벨, 산티노 폰태나가 각각 안나와 한스 역으로 출연한 Love Is an Open Door는 영화의 서막 중에 등장하는 로맨틱 듀엣이며, 안나는 자매 엘사의 대관식 환영회 기간에 한스를 만난다. 이 노래는 로페즈와 앤더슨-로페즈에 의해 완벽한 첫 데이트와 같은 느낌을 주도록 고안되었으며, 1984년 영화 베스트 키드에 묘사된 데이트에서 영감을 얻었다.

## 비평
더랩(TheWrap)은 이 노래가 《하이 스쿨 뮤지컬》의 미사용 노래 서랍(unused-song drawer)에서 꺼내온 것 같이 들린다고 언급하였다.

## 인증
| 국가                               | 인증        | 판매량/출하량 |
| ---------------------------------- | ----------- | ------------- |
| 영국 (BPI)                         | 플래티넘    | 600,000       |
| 미국 (RIAA)                        | 2× 플래티넘 | 2,000,000     |
| 판매량+스트리밍을 기반으로 한 인증 |             |               |

## 같이 보기
- 겨울왕국 (사운드트랙)